# 輪形動物
輪形動物（りんけいどうぶつ）は、いわゆるワムシ類と総称される動物の分類群である。

## 概説
輪形動物門 (Rotifera) は、ワムシと呼ばれる水中の微小動物からなる動物群である。主として淡水に生息し、若干の海産種や陸生種がある。多くは1 mm に満たず、たいていは100-500 μm 程度の大きさである。浮遊生活か、藻類や沈殿物の表面を匍匐して暮らしている。一部に固着性の種がある。世界で約3,000種が知られる。
単為生殖をする種が多く、雄が常時出現する例は少ない。雄が全く見られない群もある。なお、雄は雌よりはるかに小さく、形態も単純で消化管等も持たない。以下の構造等の記述は主として雌に関するものである。

## 外部形態

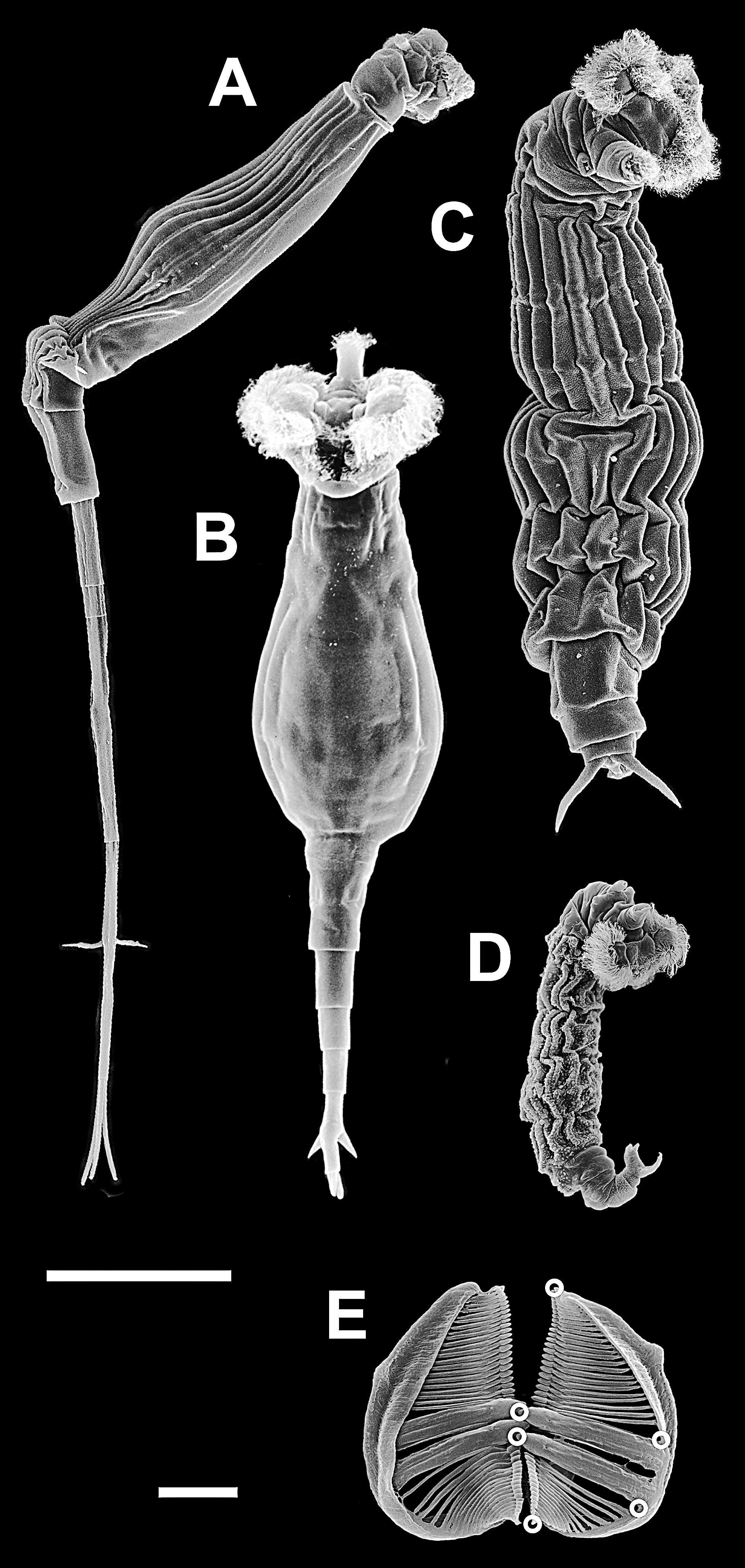
輪形動物の走査型電子顕微鏡写真。
（A） Rotaria neptunia
（B） R. macrura
（C） R. tardigrada
（D） R. sordida
（E） R. tardigrada（口器のみ）

壷型の胴体と、後方に伸びる尾部を持ち、頭にある繊毛を使って運動する。全体としては左右相称で、腹背の区別はあるが、さほどはっきりしない例もある。
体の先端部は幅広く、ここには繊毛が円をなして配置し、繊毛冠(Corona)を形成する。この繊毛は摂食にも運動にも使われる。この部分は形態的にははっきりしない場合もあるが、頭部と言われる。眼点や特殊な感覚器を備える例もある。
頭部に続く部分は胴部で、円筒形から壷型、内臓の大部分がここに収まる。体表はキチン質の表皮に覆われる。がっしりとした被甲に覆われる例も多い。
それに続く尾部は、いくつかの節に分かれて、よく伸縮する。先端に二本の指と爪があり、また粘液腺などを持って体を支えるのに使われる。匍匐性の種では胴と同じくらいの幅と長さを持ち、節があるものもあるが、体節とは認められていない。また、この付近に卵をぶら下げて活動するものがよくある。
多くのものは付属肢を持たないが、ミジンコワムシは二対の付属肢があり、それを使って泳ぐ。また、可動の棘を持つものもある。ミツウデワムシは胴部前方に一対、後方に一本の棘があり、この前方の一対を大きく動かして撥ねるように泳ぐ。

## 内部構造
消化系は直線的。繊毛冠の中央に口が開き、胴部の前端付近に咽頭部がある。この部分は厚い筋肉に覆われ、石灰質の咀嚼板が組合わさって咀嚼器を構成している。
それに続いて胃と腸があり、肛門は胴部の後端にある。フクロワムシは腸と肛門を欠く。
胴部の内部を広く占める体腔内は、消化系の表面に上皮層を欠くので偽体腔である。また、縦に走る筋肉がよく発達し、これによって体を伸び縮みさせ、よく運動する。
神経系としては咀嚼嚢の背面に脳神経節があり、ここから全身に末梢神経が走る。
排出系は原腎管を左右一対持ち、その末端は肛門につながる膀胱に開く。生殖巣は消化器の腹側にあり、やはり肛門に口を開く。なお、雄ではこの位置に陰茎がある。

## 生態
基本的には水中動物であり、陸で見られるものも、特に湿った状態の時に出現する。繊毛を動かしてデトリタスなどを集めて食べているものが多いが、植物の汁を吸うもの、捕食性で原生動物や他のワムシ類などを捕らえるものも知られる。寄生性のものも知られている。
多くは自由生活で、浮遊性のものもあれば、基質上をはい回ることの多いものもある。繊毛を動かして泳ぐか、尾部で基質表面に付着し、尾を動かして運動する。ヒルガタワムシは頭部と尾部を使い、ヒルやシャクトリムシのように這う。ヒルガタワムシは乾燥にさらされると脱水して乾眠とよばれる無代謝状態になる。
固着性の種もあり、それらは基質表面に棲管を作り、そこに体をいれ、伸び出して管の口から繊毛冠を広げる。その仲間で変わっているのはテマリワムシで、多数個体が互いに尾の先端でくっつき合い、それが寒天質に包まれてくす玉のような群体となり、水中を回転しながらただよう。

## 生活環
多くの種が単為生殖をする。それらは条件のいい間は夏卵と言われる殻の薄い卵を産み、この卵はすぐに孵化して雌となり、これを繰り返す。条件が悪化するなどの場合には減数分裂が行われて雄が生まれ、受精によって生じた卵は休眠卵となる。休眠卵は乾燥にも耐え、条件がよくなれば孵化する。なお、ヒルガタワムシ類では雄は全く知られていない。他方、ウミヒルガタワムシでは雄が常時存在することが知られる。
なお、単為生殖を繰り返す期間に、殻の角が伸びるなど表現型が世代を繰り返す間に変化する例があり、周期的体型輪廻と言われる。

## 利害
特に害をなす局面はない。
野外ではさまざまな水域で生息密度も高く、小魚等の重要な餌になっている。また、デトリタス食のものは水の浄化にも効果が高いと言われる。特にシオミズツボワムシは人工培養も行われており、アルテミアよりも小さな生き餌として、養魚場等では重宝される。

## 系統
偽体腔を持つとされ、かつて袋型動物とされたこともある。その中では小型であること、繊毛で運動する点で腹毛動物に似ている。原腎管を持つ点では扁形動物と共通点がある。
その体制をトロコフォアと対比させる説が唱えられたこともある。
なお、近年の系統研究から鉤頭虫がこの門に含まれるべきとの提案もなされている。

## 分類

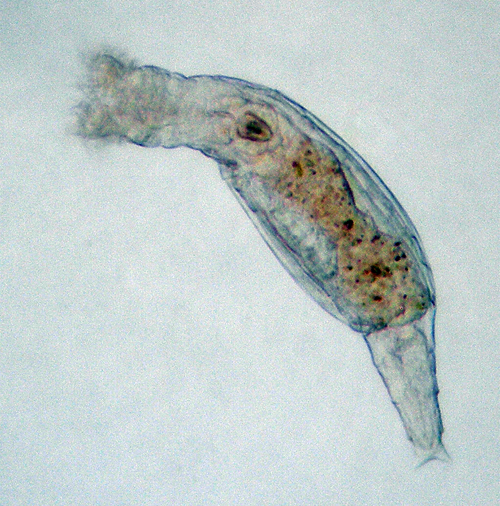
ヒルガタワムシの一種（Habrotrocha rosa）

すべてを輪形動物綱にまとめ、伝統的には生殖器によって三群に分けるが、あまり安定した体系はないようである。以下に旧来の分類体系を示す。
輪虫綱 Rotatoria
- ウミヒルガタワムシ綱 Seisonidea：首がある。寄生性。雌雄とも常在。
  - ウミヒルガタワムシ目 Seisonales
    - ウミヒルガタワムシ科 Seisonidae：Seison
- ヒルガタワムシ綱 Bdelloidea（二生殖巣綱 Digononta）：体は細長く、節があり、ヒルのように運動。雄は知られていない。
  - ヒルガタワムシ目 Bdelloida
    - ヒルガタワムシ科 Philodidae：ヒルガタワムシ Rotaria・ヤドカリワムシ Mniobia・Dissotrocha・Philodina・Macrotrochela
    - Habrotrochidae科
- 単生殖巣綱 Monogononta：卵巣は1。雄は退化的。
  - ハナビワムシ目 Collothecaceae
    - ハナビワムシ科 Collithecidae：ハナビワムシ Collotheca・ハナカザリワムシ Stephanoceros

  - マルサヤワムシ目 Flosulariaceae
    - マルサヤワムシ科 Flosculariidae：マルサヤワムシ Floscularia・ハナフサワムシ Lacinularia・ワツミワムシ Limnias・テマリワムシ Conochilus・テマリワムシモドキ Conochiloides

  - ワムシ目（遊泳目） Ploima
    - ミツウデワムシ科 Filiniidae：ミツウデワムシ Filinia
    - ミジンコワムシ科：ミジンコワムシ Hexartha
    - ヒラタワムシ科 Testudinellidae：ヒラタワムシ Testudinella・Pompholyx
    - コガタワムシ科 Notommatidae：コガタワムシ Notommata・カシラワムシ Cephalodella
    - ドロワムシ科 Synchaetidae：ドロワムシ Synchaeta・ハネウデワムシ Polyarthra
    - スジワムシ科 Ploesomatidae：スジワムシ Ploesoma
    - フタエワムシ科：フタエワムシ Chromogaster・トクリワムシ Gastropus
    - ネズミワムシ科 Trichocercidae：ネズミワムシ Trichocerca
    - フクロワムシ科 Asplanchnidae：フクロワムシ Asplanchna
    - ツボワムシ科 Brachionidae：ツボワムシ Brachionus(シオミズツボワムシ)・オケワムシ Platyas・カメノコウワムシ Keratella・シマワムシ Notholca・トゲナガワムシ Kellicottia・ミズワムシ Epiphanes・ハオリワムシ Euchlanis・フタエワムシ Dipleuchlanis・ウサギワムシ Lepadella・ツノサヤワムシ Mytilina・オニワムシ Trichotria・オオトゲワムシ Macrochaetus・チビワムシ Colurella・ツキガタワムシ Lecane